# Neostenanthera neurosericea
Neostenanthera neurosericea är en kirimojaväxtart som först beskrevs av Friedrich Ludwig Diels, och fick sitt nu gällande namn av Arthur Wallis Exell. Neostenanthera neurosericea ingår i släktet Neostenanthera och familjen kirimojaväxter. Inga underarter finns listade i Catalogue of Life.